# Liste historischer Straßennamen in Stuttgart

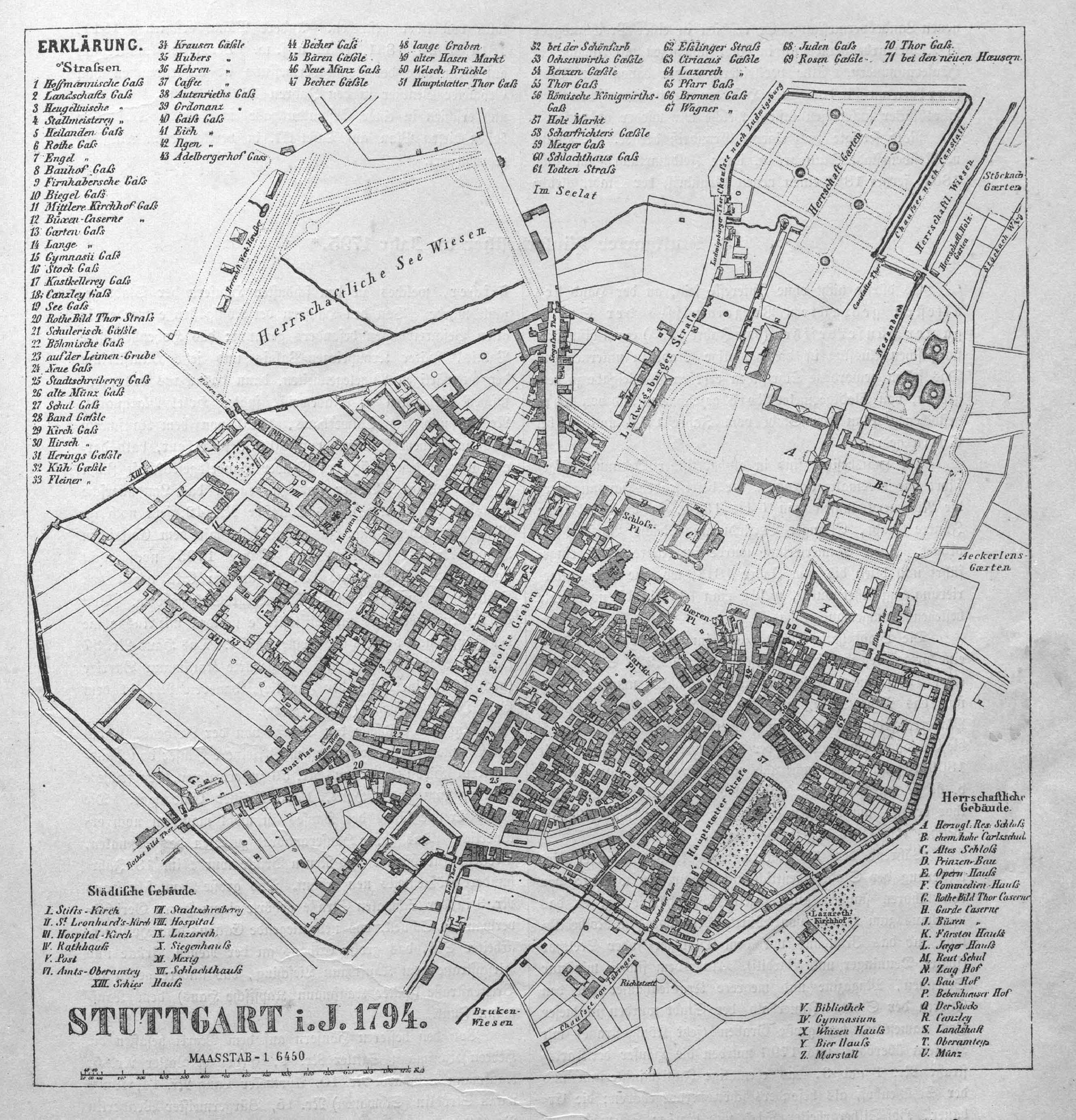
Stadtplan von Stuttgart im Jahr 1794

Die Stuttgarter Straßennamen wurden 1811 grundsätzlich umgestellt und auch später öfter wieder geändert. In einer Vergleichstabelle werden die historischen Namen den heute gültigen gegenübergestellt.
Der Vergleich beschränkt sich im Allgemeinen auf die ehemalige Altstadt und die ehemaligen Vorstädte Leonhardsvorstadt, Reiche Vorstadt, Friedrichsvorstadt und Tübinger Vorstadt und ungefähr auf den Zeitraum zwischen 1800 und 1850.

## Historische Straßennamen
In der älteren Literatur und in alten Zeitungen und Zeitschriften werden zwangsläufig auch ältere Straßennamen angegeben. Wer eine alte Adresse heute ausfindig machen will, muss daher oft umständlich recherchieren, um die heutige Adresse herauszufinden.
Die folgende Tabelle stellt den alten Straßennamen die heutigen Straßennamen gegenüber. Straßennamen, die sich nicht geändert haben, wurden nicht aufgenommen.
Im Jahr 1811 wurden viele Straßen umbenannt, oft in dem Bestreben, den Glanz der Residenzstadt auch in den Straßennamen zu repräsentieren. So wurden z. B. alle Gassen und Gässlein in den Rang von Straßen erhoben.
Die Umbenennungen von 1811 sind in Friz 1829 und Pfaff 1846 dokumentiert. Auch Lotter 1905 und Wais 1954 bieten, wenn auch nicht immer sehr übersichtlich, eine Fülle von Material über die Änderungen der Straßennamen seit etwa 1800. Das umfangreiche „Bauten-Verzeichnis“ in Wais 1954, Seite 276–306, erschließt nicht nur die in dem Werk behandelten Gebäude, sondern auch alle historischen Straßennamen.

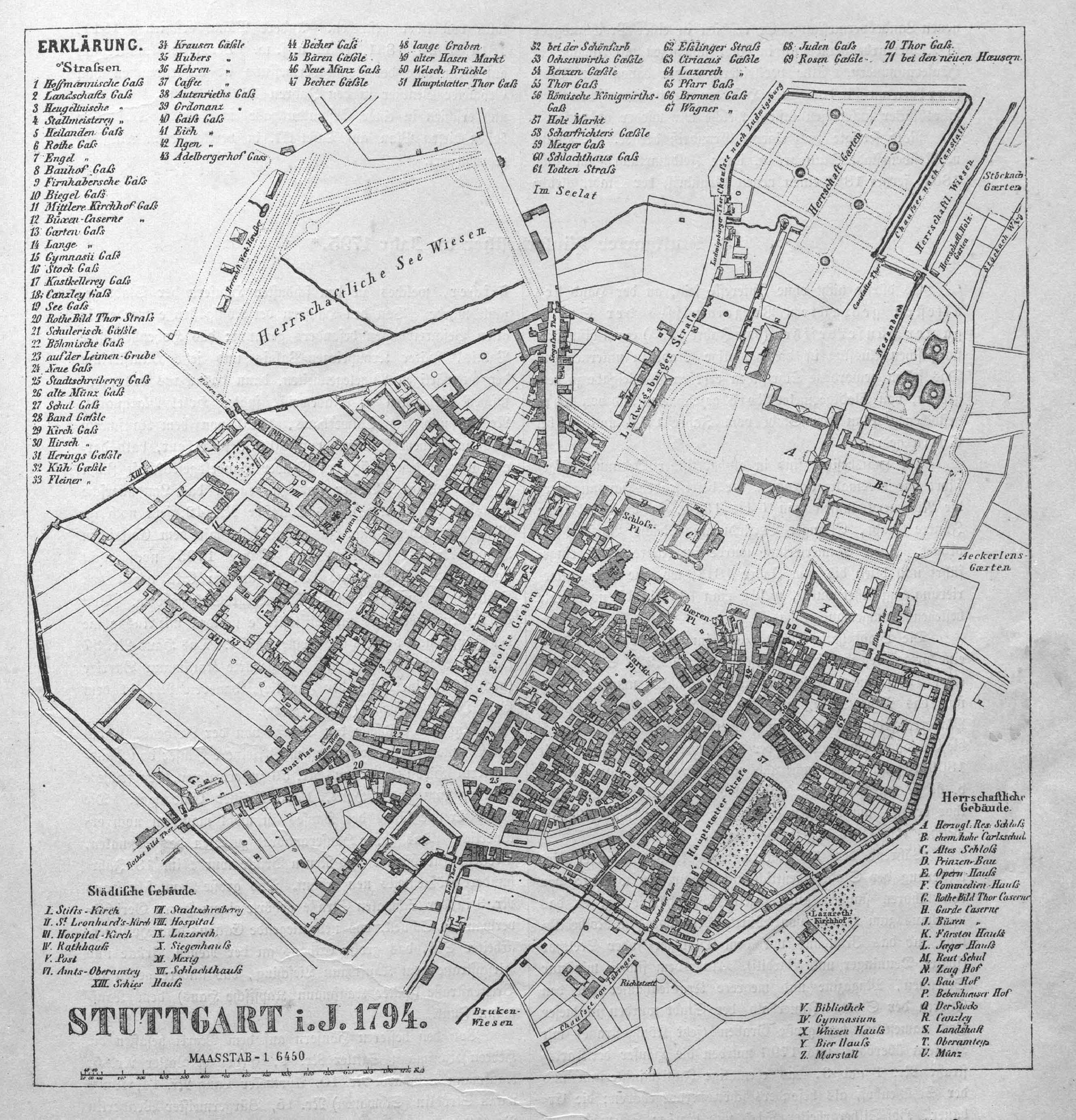
Stadtplan von 1794.
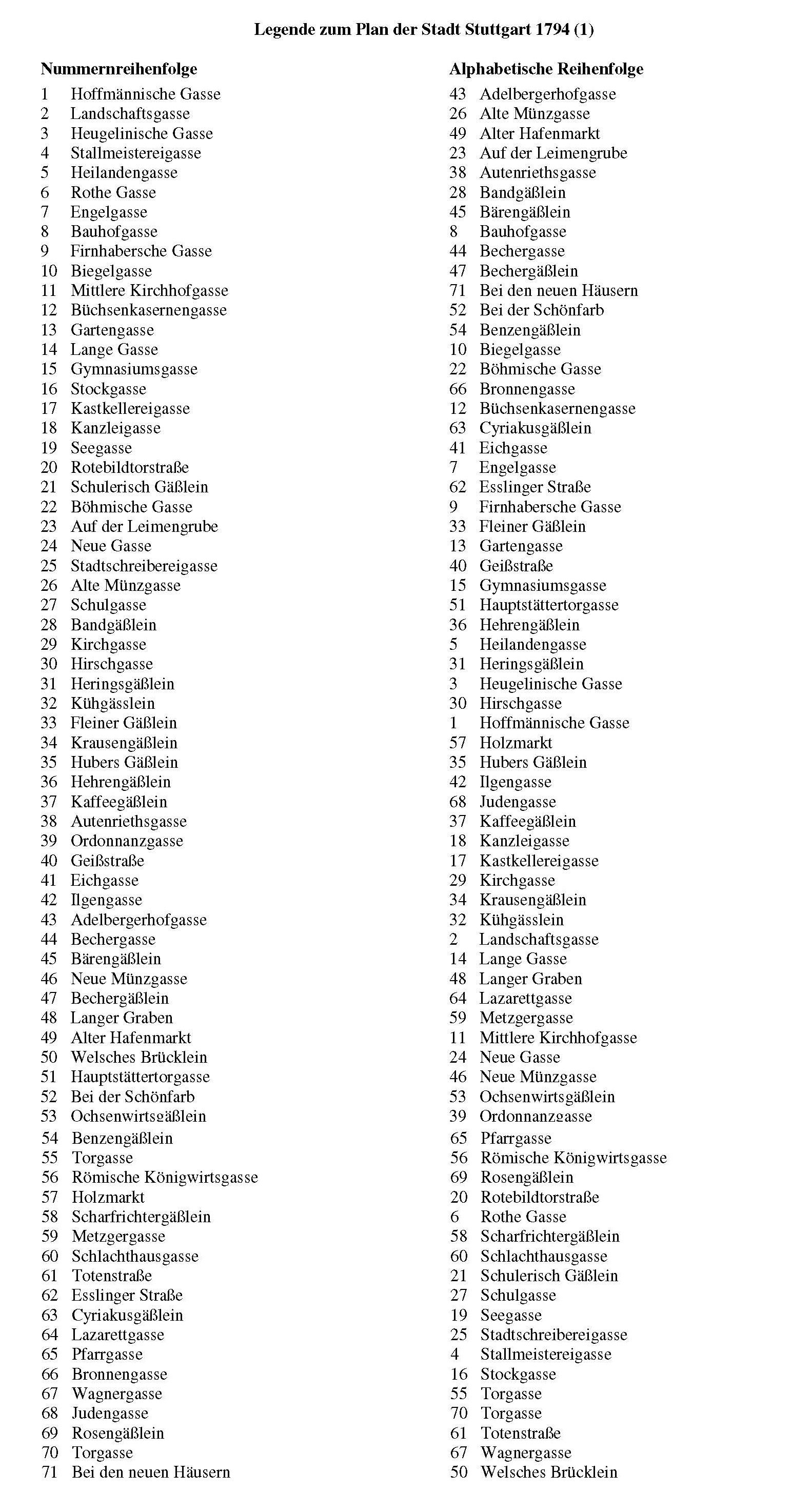
Legende.

| → Schreibweise der Straßennamen, Spaltenlegende und -sortierung |                                                         |
| Schreibweise der Straßennamen |                                                         |
| - Die heutigen Straßennamen werden nach der amtlichen Schreibweise geschrieben. - In Stadtplänen und in der Literatur werden die mundartlichen Begriffe Gaß/Gassen, Gäßle und Straß und die hochdeutschen Begriffe Gasse, Gäßlein und Straße wechselseitig verwendet. In der Tabelle werden nur die hochdeutschen Begriffe benutzt. - k wird statt c geschrieben (z. B. Kaffeegäßlein statt Caffeegäßlein), und Tor statt Thor. - Wenn bei einem Straßennamen Zusammen- und Getrenntschreibung vorkommen, wird die Zusammenschreibung bevorzugt, z. B. Cannstattertor statt Cannstatter-Tor. - Veraltetes Genitiv-s wird weggelassen, z. B. Eberhardstraße statt Eberhardsstraße. |                                                         |
| Legende |                                                         |
| \| Spalte * \| Straßennummern aus dem Stadtplan von 1794 (siehe oben). \| |                                                         |
| Sortierung |                                                         |
| - Eine Spalte sortieren: das Symbol im Spaltenkopf anklicken. - Nach einer weiteren Spalte sortieren: Umschalttaste gedrückt halten und das Symbol anklicken. |                                                         |
| Spalte * | Straßennummern aus dem Stadtplan von 1794 (siehe oben). |

| *      | Alter Straßenname                                                            | Heutiger Straßenname                                     |
| ------ | ---------------------------------------------------------------------------- | -------------------------------------------------------- |
| 43     | Adelbergerhofgasse                                                           | Rathauspassage                                           |
|        | Alleenstraße                                                                 | Eingegangene Straße                                      |
| 26     | Alte Münzgasse                                                               | Turmstraße                                               |
| 49     | Alter Hafenmarkt                                                             | Karlstraße/Karls-Passage                                 |
|        | Alter Schloßplatz                                                            | Schillerplatz                                            |
|        | Am Legionskasernenplatz                                                      | Marienstraße/Königstraße                                 |
|        | An dem Nesenbach                                                             | Josef-Hirn-Platz                                         |
|        | An der Wette                                                                 | Eingegangene Straße                                      |
|        | Auf dem Bollwerk                                                             | Hohe Straße                                              |
|        | Auf dem Graben                                                               | Eberhardstraße                                           |
| 23     | Auf der Laimengrube, Auf der Leimengrube                                     | Marienstraße                                             |
|        | Auf der Planie                                                               | Planie                                                   |
|        | Auf der Presse                                                               | Torstraße                                                |
| 52     | Auf der Schönfarb                                                            | Unbenannte Straße                                        |
|        | Äußeres Esslinger Tor                                                        | Esslinger Straße/Kanalstraße                             |
|        | Äußeres Tunzhofer Tor                                                        | Königstraße                                              |
| 38     | Autenriethgäßlein, Autenriethsgasse                                          | Steinstraße                                              |
| 28     | Bandgäßlein, Bandstraße                                                      | Eingegangene Straße                                      |
| 45     | Bärengäßlein                                                                 | Bärenstraße                                              |
|        | Bärenplatz                                                                   | Eingegangener Platz                                      |
| 8      | Bauhofgasse                                                                  | Hospitalstraße                                           |
|        | Bebenhäuser Hofgasse, Bebenhäuserstraße                                      | Bebenhäuser Hof                                          |
| 44     | Bechergasse, Becherstraße                                                    | Marktstraße                                              |
| 47     | Bechergäßlein, Becherwirtsgäßlein                                            | Eingegangene Straße                                      |
| 3      | Beck Heigelingasse                                                           | Calwer Straße                                            |
| 71     | Bei den neuen Häusern                                                        | Katharinenstraße                                         |
|        | Bei den Schlosserläden                                                       | Schlosserstraße                                          |
|        | Bei der Bürgerwache                                                          | Königstraße                                              |
| 52     | Bei der Schönfarb                                                            | Unbenannte Straße                                        |
|        | Bei der Stiftskirche                                                         | Kirchstraße                                              |
|        | Beim Ballhaus                                                                | Planie                                                   |
|        | Beim Gatter                                                                  | Torstraße                                                |
|        | Beim Löwen                                                                   | Rotebühlplatz                                            |
|        | Beim Nesenbach                                                               | Josef-Hirn-Platz                                         |
|        | Beim Schlachthaus                                                            | Karlstraße                                               |
|        | Beim Schlößlein                                                              | Stiftstraße                                              |
|        | Beim Stock                                                                   | Königstraße                                              |
|        | Beim Welschbrückle                                                           | Sporerstraße                                             |
| 54     | Benzengäßlein                                                                | Eingegangene Straße                                      |
|        | Bergstraße                                                                   | Firnhaberstraße                                          |
|        | Besetzter Weg, Besetzte-Weg-Gasse                                            | Büchsenstraße                                            |
| 10     | Biegelgasse                                                                  | Heustraße                                                |
| 22     | Böhmische Gasse                                                              | Alte Poststraße                                          |
| 66     | Bronnengasse, Bronnenstraße                                                  | Pfarrstraße                                              |
|        | Brückenstraße                                                                | Rathauspassage                                           |
|        | Brühlgasse, Brühlstraße                                                      | Weberstraße                                              |
|        | Brunnengasse, Brunnenstraße                                                  | Pfarrstraße                                              |
| 12     | Büchsenkasernengasse                                                         | Leuschnerstraße                                          |
|        | Büchsentor                                                                   | Büchsenstraße                                            |
|        | Büchsentorgasse                                                              | Büchsenstraße                                            |
|        | Bürgerhof, Bürgerhöflein                                                     | Rathaus                                                  |
|        | Calwertor                                                                    | Rotebühlplatz                                            |
|        | Cannstattertor                                                               | Neckartor                                                |
| 63     | Ciriacusgasse, Cyriakusgäßlein                                               | Jakobstraße                                              |
|        | Dorotheenplatz                                                               | Eingegangener Platz                                      |
|        | Dreherstraße                                                                 | Eingegangene Straße                                      |
|        | Dreikönigswirtsgasse                                                         | Hauptstätter Straße                                      |
|        | Ducksteinisches Gäßlein                                                      | Torstraße                                                |
| 41     | Eichgasse                                                                    | Eichstraße                                               |
|        | Enge Straße                                                                  | Eingegangene Straße                                      |
| 7+8    | Engel-Bauhofgasse                                                            | Hospitalstraße                                           |
| 7      | Engelgasse                                                                   | Hospitalstraße                                           |
|        | Esslinger Tor                                                                | Charlottenplatz                                          |
| 55, 70 | Esslinger Torgasse                                                           | Kanalstraße                                              |
| 52     | Färberbiegel                                                                 | Unbenannte Straße                                        |
| 52     | Färbergäßlein, Färberstraße                                                  | Unbenannte Straße                                        |
|        | Finstere Münz                                                                | Eingegangene Straße                                      |
| 9      | Firnhaberische Gasse, Firnhabersche Gasse                                    | Firnhaberstraße                                          |
| 33     | Fleinerisches Gäßlein, Fleinersgäßlein                                       | Breite Straße                                            |
|        | Friedrichsplatz (1)                                                          | Marktplatz                                               |
|        | Friedrichsplatz (2)                                                          | Kronenstraße/Friedrichstraße                             |
|        | Friedrichstor                                                                | Friedrichstraße/Bolzstraße                               |
| 40     | Gaisgasse, Gaißgasse, Gaisstraße, Gaißstraße                                 | Geißstraße                                               |
| 13     | Gartengasse, Gartenstraße                                                    | Fritz-Elsas-Straße                                       |
| 4      | Gelbe Gasse                                                                  | Calwer Straße                                            |
|        | Grabenstraße                                                                 | Eingegangene Straße                                      |
|        | Großer Graben                                                                | Königstraße.                                             |
| 15     | Gymnasiistraße, Gymnasiumsgasse                                              | Gymnasiumstraße                                          |
|        | Hahnenstraße                                                                 | Eingegangene Straße                                      |
|        | Harigelsgäßlein                                                              | Rathauspassage                                           |
| 31     | Häringsgäßlein                                                               | Eingegangene Straße                                      |
|        | Hauptstättertor                                                              | Hauptstätter Straße/Torstraße                            |
| 51     | Hauptstätter Torgasse                                                        | Torstraße                                                |
| 36     | Hehrengäßlein                                                                | Eingegangene Straße                                      |
| 3      | Heigelinsche Gasse, Heigelinsgasse                                           | Calwer Straße                                            |
| 5      | Heilandengasse                                                               | Theodor-Heuss-Straße                                     |
| 5+6    | Heilanden-Rothe-Gasse                                                        | Theodor-Heuss-Straße                                     |
| 31     | Heringsgäßlein                                                               | Eingegangene Straße                                      |
|        | Herrenberger Tor                                                             | Aus dem Hauptstätter Tor wurde 1811 das Herrenberger Tor |
|        | Herrengäßlein                                                                | Eingegangene Straße                                      |
| 3      | Heugelinische Gasse, Heugelische Gasse                                       | Calwer Straße                                            |
| 3+4    | Heugelische-Stallmeistersgasse, Heugelinische-Stallmeistersgasse             | Calwer Straße                                            |
|        | Heumarkt                                                                     | Leonhardsplatz                                           |
|        | Heuwag-Kanzleigasse                                                          | Willi-Bleicher-Straße                                    |
|        | Heylandengasse                                                               | Theodor-Heuss-Straße                                     |
|        | Hinter dem Calwer Haus                                                       | Schmale Straße                                           |
|        | Hinter dem Schlachthaus                                                      | Nicht ermittelt.                                         |
|        | Hinter den Schlosserläden                                                    | Büchsenstraße                                            |
|        | Hinter der Stadtschreiberei                                                  | Nicht ermittelt.                                         |
| 30     | Hirschgasse                                                                  | Hirschstraße                                             |
|        | Hofdrehersgäßlein                                                            | Wilhelmstraße                                            |
| 1      | Hoffmännische Gasse                                                          | Kronprinzstraße                                          |
| 1+2    | Hoffmännische Landschaftsgasse                                               | Kronprinzstraße                                          |
|        | Hofwaschgasse                                                                | Karlstraße                                               |
| 57     | Holzmarkt, Holz- und Krautmarkt                                              | Leonhardsplatz                                           |
| 35     | Huberisches Gäßlein, Hubersgäßlein                                           | Nadlerstraße                                             |
| 42     | Ilgengasse, Ilgenstraße                                                      | Eichstraße                                               |
|        | Ilgenplatz                                                                   | Nadlerstraße                                             |
|        | Im Biegel                                                                    | Heustraße                                                |
|        | Im Zwinger                                                                   | Karlstraße                                               |
|        | Inneres Tunzhofer Tor                                                        | Schillerplatz/Königstraße                                |
|        | Jobststraße                                                                  | Jobstweg                                                 |
| 68     | Judengasse, Judenstraße                                                      | Brennerstraße                                            |
| 37     | Kaffeegäßlein                                                                | Nadlerstraße                                             |
|        | Kaffeehausgasse, Kaffeehausgäßlein                                           | Dorotheenstraße                                          |
|        | Kanonenweg                                                                   | Haußmannstraße                                           |
| 18     | Kanzleigasse, Kanzleistraße                                                  | Willi-Bleicher-Straße                                    |
|        | Kanzleitor                                                                   | Schillerplatz/Königstraße                                |
|        | Kasernengängle                                                               | Jobstweg                                                 |
|        | Kasernenstraße                                                               | Leuschnerstraße                                          |
| 17     | Kastkellereigasse                                                            | Kienestraße                                              |
|        | Kirchenplatz                                                                 | Kirchstraße                                              |
| 29     | Kirchgasse                                                                   | Kirchstraße                                              |
|        | Kleiner Graben                                                               | Eberhardstraße                                           |
|        | Klosterstraße                                                                | Eingegangene Straße                                      |
|        | Köllinsgasse                                                                 | Lazarettstraße                                           |
| 34     | Krausengäßlein, Kraussengäßlein                                              | Eingegangene Straße                                      |
|        | Krautmarkt                                                                   | Leonhardsplatz                                           |
|        | Kreuzstraße                                                                  | Dornstraße                                               |
|        | Küfers Fleinersgäßlein                                                       | Breite Straße                                            |
|        | Küferstraße                                                                  | Eingegangene Straße                                      |
| 32     | Kühgasse, Kuhgasse                                                           | Eingegangene Straße                                      |
| 23     | Laimengrube                                                                  | Marienstraße                                             |
|        | Landhausgasse                                                                | Lange Straße                                             |
| 2      | Landschaftsgasse                                                             | Kronprinzstraße                                          |
| 14     | Lange Gasse                                                                  | Neue Brücke/Lange Straße                                 |
| 48     | Langer Graben                                                                | Königstraße/Eberhardstraße                               |
|        | Lastinsgäßlein                                                               | Eingegangene Straße                                      |
| 64     | Lazarettgasse                                                                | Lazarettstraße                                           |
|        | Lazaretttörle                                                                | Lazarettstraße/Katharinenstraße                          |
|        | Ledergäßlein, Ledertorgäßlein, Lederstraße                                   | Dorotheenstraße/Kanalstraße                              |
| 23     | Leimengrube                                                                  | Marienstraße                                             |
|        | Lindengraben                                                                 | Königstraße                                              |
|        | Lindenstraße                                                                 | Kienestraße                                              |
|        | Löfflerisch Gäßlein, Löfflersgasse, Löfflersgäßlein                          | Nicht ermittelt.                                         |
|        | Lorcher Keltergäßlein                                                        | Eingegangene Straße                                      |
|        | Löwenstraße                                                                  | Rotebühlstraße                                           |
|        | Ludwigsburger Gasse, Ludwigsburger Straße                                    | Eingegangene Straße                                      |
|        | Ludwigsburger Tor                                                            | Königstraße                                              |
|        | Mackengäßlein                                                                | Eingegangene Straße                                      |
|        | Martinstraße                                                                 | Eingegangene Straße                                      |
|        | Metzger Autenriethgäßlein                                                    | Steinstraße                                              |
| 59     | Metzgergasse, Metzgergäßlein, Metzgerstraße (1)                              | Eingegangene Straße                                      |
|        | Metzgerstraße (2)                                                            | Eingegangene Straße                                      |
|        | Milchstraße                                                                  | Eingegangene Straße                                      |
|        | Militärstraße                                                                | Breitscheidstraße                                        |
| 11     | Mittlere Kirchhofgasse, Mittlere Kirchhofstraße                              | Hohe Straße                                              |
|        | Nägelinsgäßlein                                                              | Eichstraße                                               |
|        | Neue Brücke                                                                  | Neue Brücke                                              |
|        | Neue Eßlingerstraße                                                          | Charlottenstraße                                         |
| 24     | Neue Gasse                                                                   | Schmale Straße                                           |
| 46     | Neue Münzgasse                                                               | Marktstraße/Münzstraße                                   |
|        | Neue Straße                                                                  | Fürstenstraße                                            |
|        | Neuer Hafenmarkt                                                             | Leonhardsplatz                                           |
|        | Neuer Schloßplatz                                                            | Schloßplatz                                              |
|        | Oben an der Büchsentorkaserne                                                | Leuschnerstraße                                          |
|        | Obere Bachstraße                                                             | Nesenbachstraße/Josef-Hirn-Platz                         |
|        | Obere Gasse                                                                  | Breite Straße                                            |
| 53     | Ochsenwirtsgäßlein                                                           | Dornstraße                                               |
| 39     | Ordonanzgasse                                                                | Steinstraße                                              |
|        | Paulinenstraße                                                               | Paulinenstraße/Tübinger Straße                           |
| 65     | Pfarrgasse, Pfarrstraße                                                      | Eingegangene Straße                                      |
|        | Postgasse, Poststraße                                                        | Alte Poststraße                                          |
|        | Postplatz                                                                    | Rotebühlplatz                                            |
|        | Pragstraße                                                                   | Eingegangene Straße                                      |
|        | Quergasse, Querstraße                                                        | Wiederholdstraße                                         |
|        | Rappengäßlein, Rappenstraße                                                  | Räpplenstraße                                            |
|        | Rebenstraße                                                                  | Nicht ermittelt.                                         |
|        | Reifgasse, Reifstraße                                                        | Eingegangene Straße                                      |
| 56     | Römischkönigsgasse, Römische Königwirtsgasse                                 | Holzstraße                                               |
| 69     | Rosengasse, Rosengäßlein (1)                                                 | Rosenstraße                                              |
|        | Rosengäßlein (2)                                                             | Eingegangene Straße                                      |
| 6      | Rothe Gasse, Rothe Straße                                                    | Theodor-Heuss-Straße                                     |
| 20     | Rothebildtorstraße, Rothenbildtorstraße, Rothenbühlstraße, Rothbühltorstraße | Rotebühlstraße                                           |
|        | Rothes Bildtor                                                               | Rotebühlstraße                                           |
|        | Rüben-, Kübel- und Holzmarkt                                                 | Leonhardsplatz                                           |
|        | Rupfergäßlein, Rupfersgäßlein                                                | Eingegangene Straße                                      |
|        | Sailtor                                                                      | Tübinger Straße/Eberhardstraße                           |
| 58     | Scharfrichtergäßlein                                                         | Richtstraße                                              |
|        | Schauffelers Gasse, Schaufflers Gasse                                        | Nicht ermittelt.                                         |
|        | Schellenturmgasse                                                            | Kanalstraße                                              |
| 60     | Schlachthausgasse, Schlachthausgäßlein                                       | Rosenstraße                                              |
|        | Schloßgartenstraße                                                           | Eingegangene Straße                                      |
|        | Schloßplatz                                                                  | -                                                        |
|        | Schloßstraße                                                                 | Schloßstraße                                             |
| 52     | Schönfarbgasse                                                               | Unbenannte Straße                                        |
|        | Schreinerstraße                                                              | Eingegangene Straße                                      |
|        | Schuhgraben                                                                  | Königstraße                                              |
| 21     | Schulerisch Gäßlein, Schulerisches Gäßlein, Schulers Gäßlein                 | Eingegangene Straße                                      |
| 27     | Schulgasse                                                                   | Schulstraße                                              |
|        | Schusterstraße                                                               | Breite Straße                                            |
| 19     | Seegasse                                                                     | Friedrichstraße                                          |
|        | Seegassentor                                                                 | Friedrichstraße/Bolzstraße                               |
|        | Seeltor, Seiltor                                                             | Tübinger Straße/Eberhardstraße                           |
|        | Siechengasse                                                                 | Königstraße                                              |
|        | Siechentor                                                                   | Königstraße                                              |
|        | Sogenannter Graben                                                           | Königstraße                                              |
|        | Sonnenstraße                                                                 | Nicht ermittelt.                                         |
|        | Spezialat-Gymnasiumsgasse                                                    | Gymnasiumstraße                                          |
|        | Spitalgasse                                                                  | Firnhaberstraße                                          |
|        | Spitalplatz                                                                  | Hospitalplatz                                            |
|        | St. Leonhardsplatz                                                           | Leonhardsplatz                                           |
|        | St. Leonhardstraße                                                           | Leonhardstraße                                           |
| 25     | Stadtschreibereigasse                                                        | Breite Straße                                            |
|        | Stadtgasse, Stadtstraße                                                      | Hirschstraße                                             |
| 4      | Stallmeistereigasse, Stallmeistersgasse                                      | Calwer Straße                                            |
|        | Steußengäßlein                                                               | Nicht ermittelt.                                         |
|        | Stickelsgäßlein                                                              | Nicht ermittelt.                                         |
|        | Stiftskirchenplatz                                                           | Kirchstraße                                              |
|        | Stöckachstraße                                                               | Werastraße                                               |
| 16     | Stockgasse, Stockstraße                                                      | Büchsenstraße                                            |
|        | Stockplatz                                                                   | Königstraße                                              |
|        | Torgasse                                                                     | Kanalstraße                                              |
| 61     | Totengasse, Totenstraße                                                      | Leonhardstraße/Leonhardplatz                             |
|        | Traiteur-Mackengäßlein                                                       | Eingegangene Straße                                      |
|        | Tübinger Straße                                                              | Paulinenstraße/Tübinger Straße                           |
|        | Tübinger Tor (bis 1818)                                                      | Tübinger Straße/Eberhardstraße                           |
|        | Tübinger Tor (ab 1822)                                                       | Hauptstätter Straße                                      |
|        | Tunzhofer Tor                                                                | Schillerplatz/Königstraße                                |
|        | Unter den Linden                                                             | Königstraße                                              |
|        | Unter der Mauer                                                              | Eingegangene Straße                                      |
|        | Untere Bachstraße                                                            | Eingegangene Straße                                      |
|        | Unterer Turnieracker                                                         | Königstraße                                              |
|        | Vogteigasse                                                                  | Turmstraße                                               |
| 4      | Volle Gasse                                                                  | Calwer Straße                                            |
|        | Wachhausplatz, Wachthausplatz                                                | Königstraße                                              |
| 67     | Wagnergasse                                                                  | Wagnerstraße                                             |
| 50     | Wälsches Brückle                                                             | Sporerstraße                                             |
|        | Wassersuppengasse                                                            | Firnhaberstraße                                          |
|        | Weinstraße                                                                   | Eingegangene Straße                                      |
|        | Weißisches Gäßlein, Weißsches Gäßlein                                        | Torstraße                                                |
| 50     | Welschbrückle, Welsches Brückle                                              | Sporerstraße                                             |
|        | Wilhelmstor                                                                  | Kreuzung Olgastraße/Wilhelmstraße                        |
|        | Wilhelmstraße                                                                | Hirschstraße                                             |
|        | Wurststraße                                                                  | Sophienstraße                                            |
|        | Zilockengäßlein, Zilokengäßlein                                              | Jakobstraße                                              |

## Historische Stadtpläne
Zur Lokalisierung historischer Adressen genügt es in vielen Fällen, die Vergleichstabelle der Historischen Straßennamen zu Rate zu ziehen. In manchen Fällen empfiehlt es sich, historische Stadtpläne mit dem heutigen Stadtplan zu vergleichen, um die genaue Lage und Ausdehnung einer Straße festzustellen, z. B. wenn ein alter Straßenname nur einen Teil der heutigen Straße bezeichnet. Die folgende Tabelle führt historische Stadtpläne auf, die zur Lokalisierung alter Straßen benutzt werden können.
Bis 1811 waren die Häuser nicht straßenweise, sondern durchlaufend nummeriert, 1794 gab es z. B. die Häusernummern 1 bis 1374. In dem Plan 1794.2 sind diese Häusernummern eingezeichnet, und in dem Plan von 1846 die ab 1811 straßenweise gezählten Hausnummern. Die beiden Pläne kann man verwenden, wenn eine historische Adresse lokalisiert werden soll.
Zu einigen der Pläne gehören Straßenlisten, Gebäudelisten oder Listen anderer markanter Punkte, die bisweilen beim Aufsuchen historischer Adressen hilfreich sein können.
Die folgenden Pläne befinden sich in dem Album Historische Stadtpläne von Stuttgart.
| Jahr      | Quelle         | Listen               | Besonderheiten |
| --------- | -------------- | -------------------- | -------------- |
| 1640      | Plan 1640      | Tore, Türme, Gebäude |                |
| 1652      | Plan 1652      | Tore, Türme          |                |
| 1764      | Plan 1764      |                      |                |
| 1771      | Plan 1771      | Straßen, Gebäude     |                |
| 1780      | Plan 1780      | Straßen, Gebäude     |                |
| 1794.1    | Plan 1794.1    | Straßen, Gebäude     |                |
| 1794.2    | Plan 1794.2    |                      | Häusernummern  |
| 1831      | Plan 1831      | Gebäude              |                |
| 1846      | Plan 1846      | Straßen              | Hausnummern    |
| 1846/1871 | Plan 1846/1871 |                      |                |
| 1888      | Plan 1888      | Straßen              |                |
| 1896.2    | Plan 1896.2    | Straßen, Gebäude     |                |
| 1909      | Plan 1909      | Straßen              |                |

## Historische Vorstädte und Bezirke
Vor 1811 war Stuttgart in Stadtteile eingeteilt, die (außer der Altstadt) als Vorstädte bezeichnet wurden. Bei der Lokalisierung historischer Adressen ist es bisweilen nützlich, auch die Lage der Vorstädte zu kennen. Die folgende Tabelle gibt eine Übersicht der historischen Vorstädte.
1811 wurde die Einteilung nach Vorstädten durch die Gliederung in vier Bezirke abgelöst. Diese wurden mit den Buchstaben A–D oder Lit. A–D bezeichnet. Die Zuordnung der Straßen zu den Bezirken findet man z. B. in Pfaff 1846, Seite 549–553.
| Entstehungsjahr | Vorstadt                                               | Lage                                                               |
| --------------- | ------------------------------------------------------ | ------------------------------------------------------------------ |
|                 | Altstadt Innere Stadt                                  | Stadtteil zwischen oberer Königstraße, Eberhardstraße und Planie   |
| 1393            | St. Leonhardsvorstadt Esslinger Vorstadt Bohnenviertel | Stadtteil südöstlich der Eberhardstraße                            |
| 1453            | Reiche Vorstadt Liebfrauenvorstadt                     | schachbrettartig angelegter Stadtteil nordwestlich der Königstraße |
| 1806            | Friedrichsvorstadt                                     | Stadtteil um die untere Königstraße                                |
| 1807            | Tübinger Vorstadt Herrenberger Vorstadt Gerbervorstadt | Stadtteil um die Tübinger Straße                                   |